# Хазелунд
Хазелунд (нем. Haselund) — община в Германии, в земле Шлезвиг-Гольштейн.
Входит в состав района Северная Фризия. Подчиняется управлению Фиёль. Население составляет 899 человек (на 31 декабря 2010 года). Занимает площадь 12,79 км².
Официальным языком в населённом пункте, помимо немецкого, является севернофризский.